# SpaceX CRS-6
SpaceX CRS-6, também conhecida como SpX-6, foi uma missão do Commercial Resupply Services para a Estação Espacial Internacional (ISS), conduzida pela SpaceX para a NASA. Foi o oitavo lançamento da espaçonave de carga Dragon da SpaceX e a sexta missão operacional da SpaceX contratada para a NASA sob um contrato de Commercial Resupply Services. Esteve ancorada na ISS de 17 de abril a 21 de maio de 2015.

## Lançamento
Em julho de 2014, o lançamento foi agendado pela NASA para fevereiro de 2015, com a atracação na Estação Espacial Internacional (ISS) ocorrendo dois dias depois. No entanto, como resultado de atrasos no lançamento da missão anterior SpaceX CRS-5, a SpaceX CRS-6 foi lançado em 14 de abril de 2015. No final de março de 2015, o lançamento estava agendado para 13 de abril de 2015, mas foi posteriormente adiado para 14 de abril de 2015 devido às condições meteorológicas.

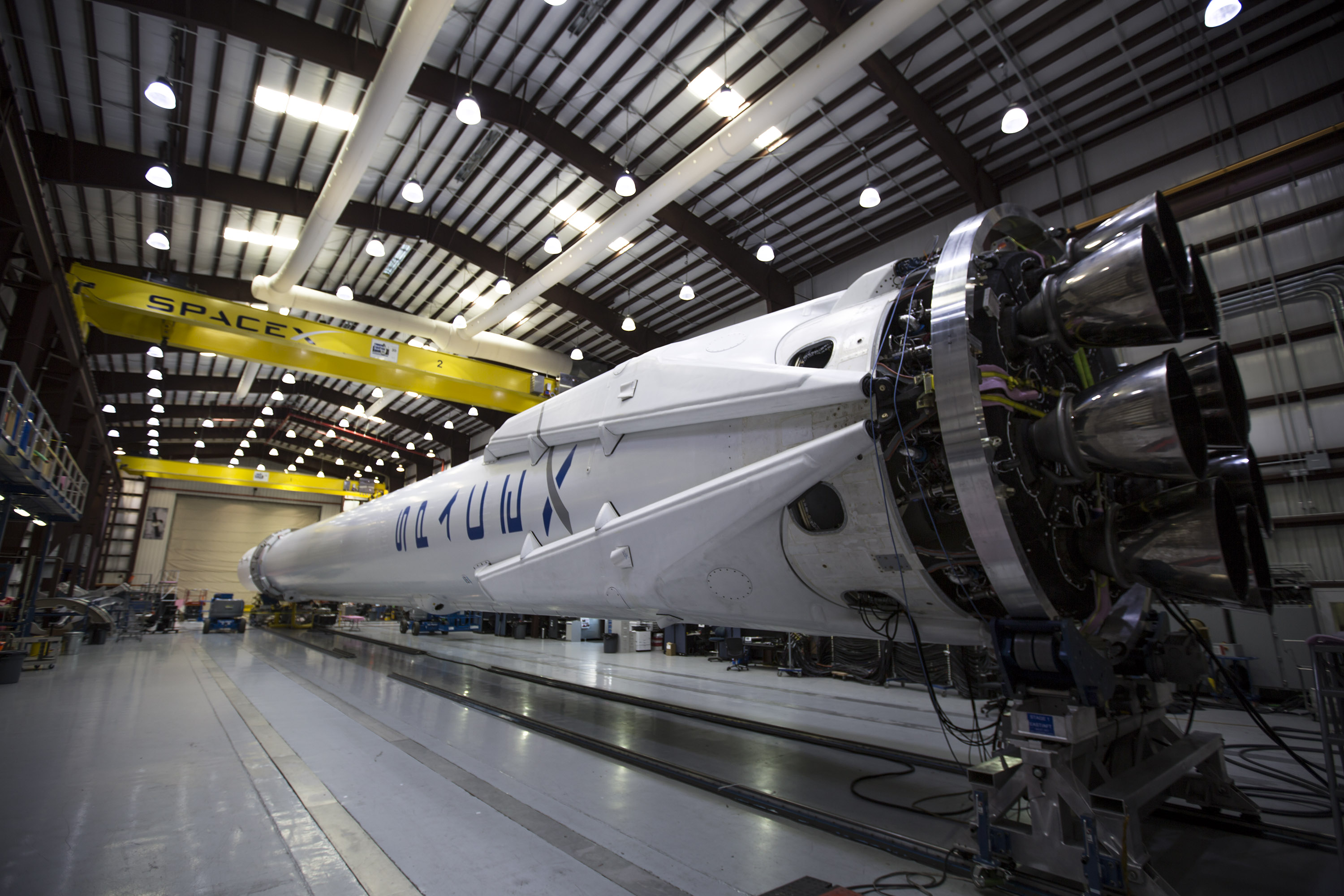
Falcon 9 e a Dragon em preparação na Flórida antes do lançamento para a Estação Espacial Internacional (ISS).

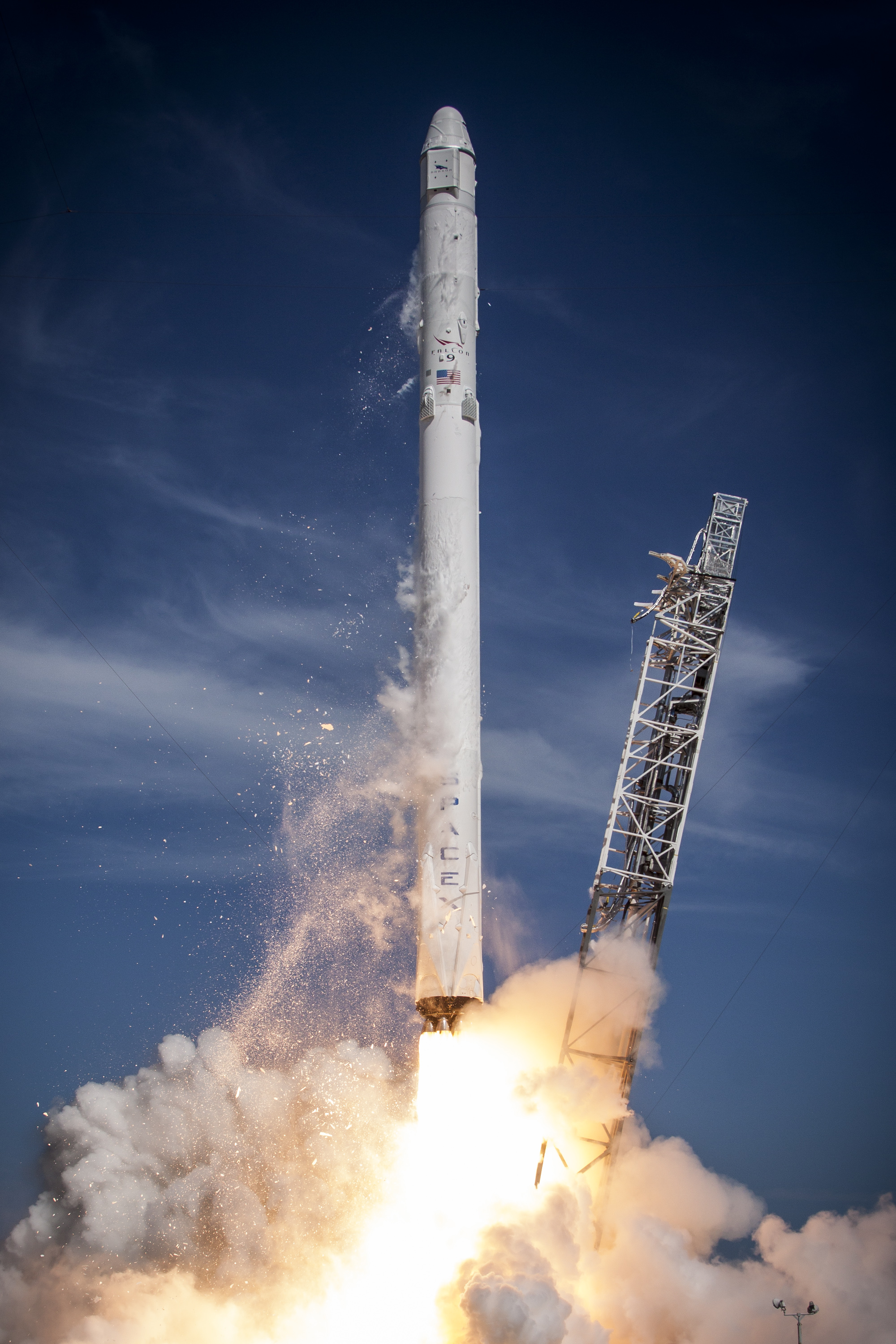
Lançamento do Falcon 9 v1.1 transportando a Dragon CRS-6 em 14 de abril de 2015

Um pedido apresentado pela Comissão Federal de Comunicações (FCC) para autoridade de frequência de comunicação temporária observa a data de planejamento de lançamento como não antes de 8 de abril de 2015. O pedido também confirma os uplinks de comunicação para uso com o primeiro estágio desta missão, uma vez que realizara outra tentativa de pouso retropropulsivo pela primeira vez uma balsa-drone.

## Carga útil

### Carga útil primária
A NASA contratou a missão CRS-6 da SpaceX e, portanto, determina a carga útil primária, data/hora de lançamento e parâmetros orbitais para a cápsula espacial Dragon. A Dragon foi preenchida com 2.015 kg de suprimentos e cargas úteis, incluindo materiais essenciais para apoiar diretamente cerca de 40 das mais de 250 investigações científicas e de pesquisa que ocorrerão durante a Expedição 43 e a Expedição 44.
Entre outros itens a bordo:
- Planetary Resources transportará um Arkyd 3, conhecido como Arkyd 3 Reflight, para a Estação Espacial Internacional (ISS).[6] A Planetary Resources planeja implantar o satélite miniaturizado na ISS por meio de um serviço fornecido pelo Nanoracks, em uma tentativa de validar e amadurecer a tecnologia de sua série de espaçonaves Arkyd. Este é o segundo satélite Arkyd 3; em outubro de 2014, o primeiro satélite Arkyd 3 foi destruído no lançamento na explosão do veículo de lançamento Antares da Orbital Sciences Corporation que o transportava a bordo do terceiro lançamento de reabastecimento de carga da Cygnus para a ISS.[7][8]

- Planet Labs transportou 14 satélites Flock-1e observação da Terra CubeSats para implantação posterior da ISS por meio de um acordo com Nanoracks, operadora pelo Center for the Advancement of Science in Space (CASIS).[9]

### Carga útil secundária
A SpaceX tem o controle primário sobre o manifesto, programação e carregamento de cargas úteis secundárias. No entanto, existem certas restrições incluídas em seu contrato com a NASA que impedem os perigos especificados nas cargas úteis secundárias e também exigem probabilidades de sucesso especificadas por contrato e margens de segurança para qualquer reinicialização da SpaceX dos satélites secundários, uma vez que o segundo estágio do Falcon 9 atingiu sua inicial órbita terrestre baixa (LEO).
SpaceX CRS-6 incluiu cargas úteis científicas para estudar novas maneiras de, possivelmente, neutralizar o dano celular induzido pela microgravidade visto durante o voo espacial, os efeitos da microgravidade nas células mais comuns nos ossos, reunindo novas intuições que poderiam levar a tratamentos para osteoporose e condições de perda muscular, continue os estudos sobre as mudanças na visão dos astronautas e teste um novo material que poderá um dia ser usado como um músculo sintético para exploradores robóticos do futuro. Também fez a viagem uma nova máquina de café expresso para as tripulações da Estação Espacial Internacional (ISS).
Uma parte dessa carga útil inclui experimentos científicos de escolas de ensino médio, como um projeto da Ambassador High School em Torrance, Califórnia.

### Carga útil de retorno
A Dragon retornou 1.370 kg de carga para a Terra.

## Teste de voo pós-lançamento

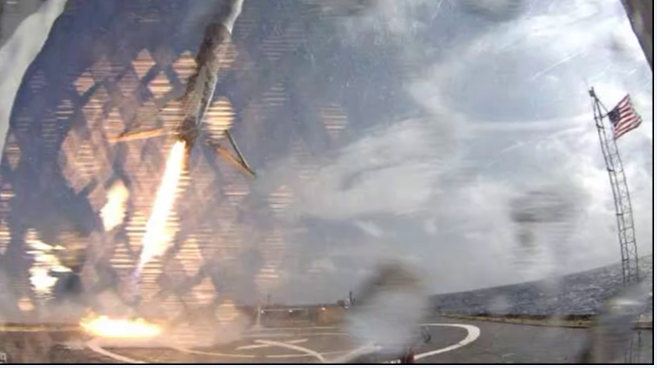
O primeiro estágio do Falcon 9 se aproximando da balsa-drone. Este estágio faz um pouso forçado seguido de um tombamento

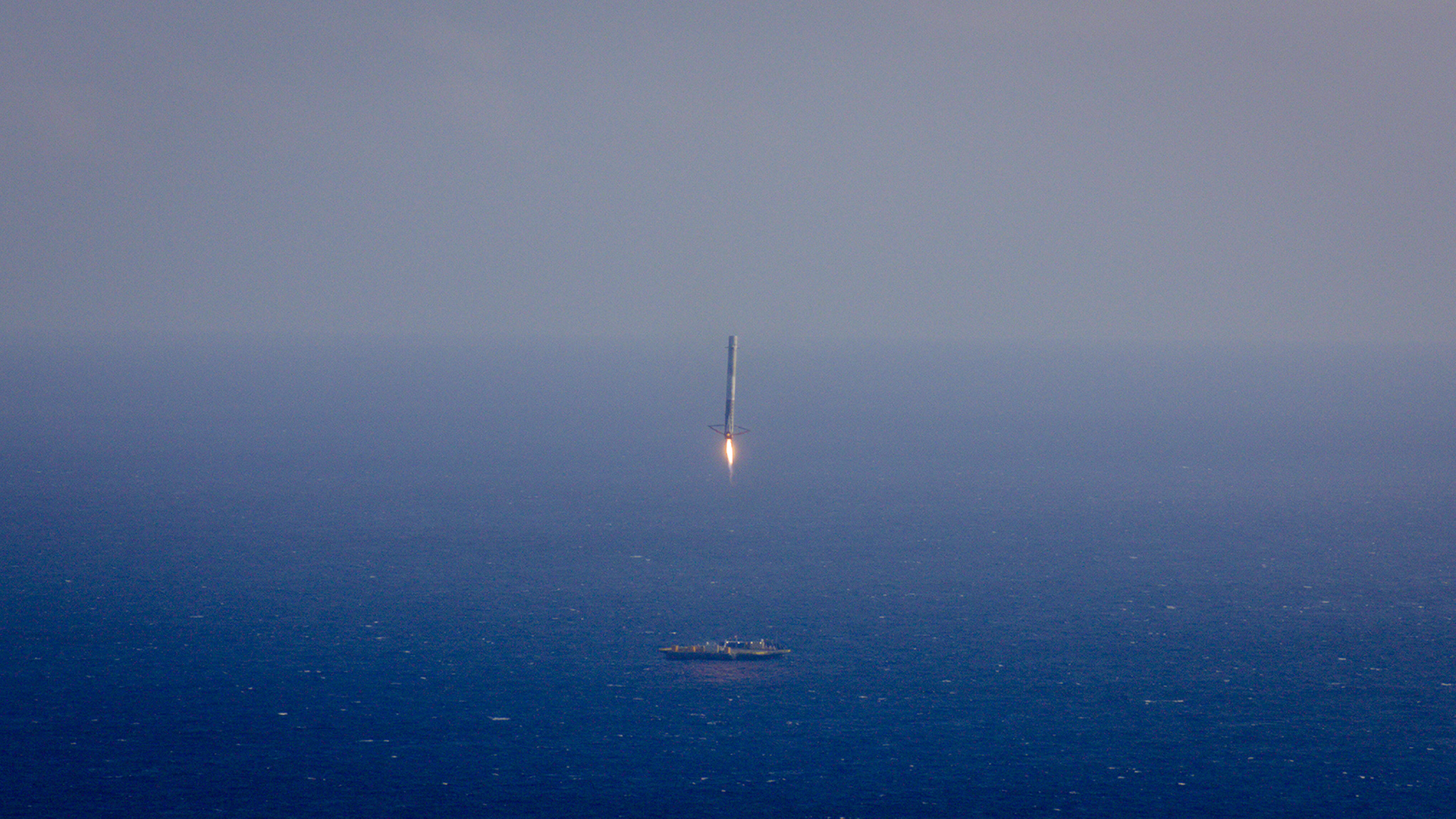
As tentativas do primeiro estágio do Falcon 9 pousando na balsa-drone após o segundo estágio com o SpaceX CRS-6 continuar em órbita. As pernas do trem de pouso estão no meio do desdobramento

Após a separação do segundo estágio, a SpaceX conduziu um teste de voo e tentou retornar o primeiro estágio quase vazio do Falcon 9 através da atmosfera e pousá-lo em uma plataforma flutuante de 90 m × 50 m chamada de autonomous spaceport drone ship. O veículo de lançamento não-tripulado pousou tecnicamente na plataforma flutuante, mas caiu com muita velocidade lateral, tombou e foi destruído. Elon Musk explicou mais tarde que a válvula bipropelente estava presa e, portanto, o sistema de controle não conseguia reagir com rapidez suficiente para um pouso bem-sucedido.
Esta foi a segunda tentativa da SpaceX de pousar um foguete auxiliar em uma plataforma flutuante depois que uma tentativa anterior de pouso de teste em janeiro de 2015 teve que ser abandonada devido às condições meteorológicas. O foguete auxiliar foi equipado com uma variedade de tecnologias para facilitar o teste de voo, incluindo aletas de manobra e pernas de trem de pouso para facilitar o teste pós-missão. Se bem-sucedido, esta teria sido a primeira vez na história que um foguete auxiliar de um veículo de lançamento retornaria a uma aterrissagem vertical.
Em 15 de abril de 2015, a SpaceX divulgou um vídeo da fase terminal da descida, pouso, tombamento e uma pequena deflagração quando o foguete auxiliar se partiu no convés da balsa-drone.

## Reutilização da cápsula
A cápsula Dragon usada para esta missão voou com sucesso pela segunda vez em dezembro de 2017 na SpaceX CRS-13. A cápsula fez seu terceiro e último voo como parte da missão SpaceX CRS-18 em 25 de julho de 2019.